# Рикка, Федерико
Федерико Рикка Ростаньоль (исп. Federico Ricca Rostagnol; родился 1 декабря 1994 года, Тарарирас) — уругвайский футболист, защитник клуба «Бельграно». Выступал в сборной Уругвая.

## Клубная карьера
Рикка — воспитанник клуба «Данубио». 18 августа 2013 года в матче против «Серро-Ларго» он дебютировал в уругвайской Примере. 15 февраля 2014 года в поединке против столичного «Ливерпуля» Федерико забил свой первый гол за «Данубио». В своём первом сезоне Рикка помог клубу выиграть чемпионат.
В начале 2016 года Федерико перешёл в испанскую «Малагу», подписав контракт до 2020 года. 27 февраля в матче против «Реал Сосьедад» он дебютировал в Ла Лиге. 20 апреля в поединке против «Райо Вальекано» Рикка забил свой первый гол за «Малагу». В 2018 году клуб вылетел в Сегунду, но Рикка остался в команде.

## Международная карьера
В 2015 году Рикка стал победителем Панамериканских игр в Канаде. На турнире он сыграл в матчах против Тринидада и Тобаго, Парагвая, Бразилии и дважды Мексики. В поединке против тринидадцев Федерико забил гол.
4 июня 2017 года в товарищеском матче против сборной Ирландии Рикка дебютировал за сборную Уругвая.

## Достижения
Клубные
 «Данубио»
- Чемпионат Уругвая по футболу — 2013/2014

Международные
 Уругвай (до 22)
- Панамериканские игры — 2015